# Фудзівара но Мітітака
Фудзівара но Мітітака (*藤原 道隆, 953  —16 травня 995) — регент (сешшьо) Японії у 990—993 роках. Мав прізвисько Тюкампаку («Серединний канцлер»).

## Життєпис
Походив з аристократичного роду Фудзівара, належав до куґе. Старший син Фудзівара но Канеіє, сешшьо і кампаку, та Фудзівара но Токіхіме. Народився у 953 році. Вже у 967 році отримав молодший п'ятий ранг. Того ж року увійшов до Внутрішньої імператорської гвардії. 968 року поступив до Відомства прислуги. Наприкінці року стає Правим начальником брами.
У 971 році призначено до департаменту фінансів. 974 року очолив імператорський кабінет (куродо-докоро), потім стає кокусі провінції Ійо. Наприкінці року отримує посаду Правого начальника гвардійців. 975 року отрмиує старший п'ятий ранг. У 976 року стає кокусі провінції Бінґо. У 977 році Мітікакі надано молодший четвертий ранг та призначено коукусі провінції Біттю.
981 року призначено радником четвертого класу. У 982 році надано старший четвертий ранг, а у 984 році — старший четвертий ранг. Після отримання батьком посади регента у 986 році Мітікака призначається середнім державним радником, а наприкінці того ж року стає тимчасовим старшим державним радником. У 989 році обійняв посаду двірцевого міністра.
8 травня 990 році після відставки батька стає кампаку. Перебував на посаді до 26 травня. В цей час оголошено головою клану Фудзівара. Слідом за цим обійняв посаду сешшьо при малолітньому імператорові Ітідзьо. Обіймав посаду до 993 року. Після цього стає знову кампаку, завдяки чому зберіг владу свого роду в державі. У квітні 995 року через хворобу пішов з посади, передавши її молодшому братові Мітікане. Помер того ж року в травні.

## Родина
1. Дружина — Такашіна но Такако, донька Такашіно но Нарітада
Діти:
- Фудзівара но Коретіка (974—1010)
- Тейші (977—1001), дружина імператора Ітідзьо
- Фудзівара но Такаіе (979—1044)
- Генші (980—1002), дружина імператора Сандзьо
- Жийєн (980—1015), буддистський чернець
- Йоріко, дружина принца Ацуміті
- донька, наложниця імператора Ітідзьо

2. Дружина — донька Фудзівара но Моріхіто
Діти:
- Фудзівара но Мітійорі (971—995)

3. Дружина — донька Йонокамі Томатако
Діти:
- Фудзівара но Тікаіе (д/н-1038)
- Фудзівара но Тікайорі (д/н-1019)

4. Дружина — Татібана но Кійоко
Діти:
- Фудзівара но Йошітіка

5. Фудзівара но Кунінорі
Діти:
- донька

6. Дружина — ім'я невідоме
Діти:
- Фудзівара но Йорітіка (972—1010)
- донька, дружина Тайра но Шігейоші